# Eberhard K. Seifert
Eberhard Karl Seifert (* 17. Oktober 1945 in Erfurt) ist ein Bio-Ökonom und arbeitet zum Schwerpunkt Nachhaltigkeit, Ökologische Ökonomie und Umweltmanagement. Seine wirtschaftswissenschaftliche Laufbahn begann er mit dem Studium an der Universität Hamburg (Diplom-Volkswirt) und seiner Dissertation 1985 an der Bergischen Universität Wuppertal mit einem Thema zur Arbeitszeitentwicklung.

## Leben
Er war 1992 Gründungsmitglied des neuen Wuppertal Instituts und damit in die Agenden des Präsidialbereich bei Ernst Ulrich von Weizsäcker eingebunden. Darüber hinaus ist er Mitbegründer des Instituts für ökologische Wirtschaftsforschung (iöw) Berlin und der European Association for Bioeconomic Studies (EABS). Seit 1992 ist er in der internationalen Umweltmanagement-Normung in diversen Funktionen tätig, unter anderem als Vorsitzender des Deutschen Industrienorm (DIN)-Ausschusses für „climate change“. Er lehrte an mehreren Hochschulen, »Ecological Economics and Environmental Management« an der Wirtschaftsuniversität Wien sowie an der Hochschule für Technik und Wirtschaft (HTW) in Berlin, ist Mitglied im Institut für ökologische Betriebswirtschaft der Universität Siegen.
Eberhard K. Seifert ist Präsident der Deutschen Gesellschaft für Warenkunde und Technologie (DGWT). Er ist Mitglied in internationalen Netzwerken und Arbeitsgruppen, Lenkungsausschüssen und Institutionen sowie im deutschen VDI-Ausschuss zur Erarbeitung von Richtlinien zu Umweltkosten. Seine Forschungsbereiche umfassen sowohl nationales und unternehmensweites Green Accounting als auch Leistungsmessung, Nachhaltigkeitsindikatoren und Berichterstattung.

## Schriften
- Entropiegesetz und ökonomischer Prozess im Rückblick. Institut für Ökologische Wirtschaftsforschung (iöw), Berlin 1987, ISBN 3-926930-01-2. (pdf).
- Ökonomie und Zeit. Beiträge zur interdisziplinären Zeitökonomie. Verlag Haag + Herchen, Hanau 1988, ISBN 3-89228-263-3.
- mit Reinhard Pfriem (Hrsg.): Wirtschaftsethik und ökologische Wirtschaftsforschung. Haupt Verlag, Bern/Stuttgart 1989, ISBN 3-258-04091-5.
- mit Birger Priddat (Hrsg.): Neuorientierungen in der ökonomischen Theorie: Zur moralischen, institutionellen und evolutorischen Dimension des Wirtschaftens. 2. Auflage. Metropolis Verlag, Marburg 1997, ISBN 3-926570-89-X.
- mit E. Seidel und J. Clausen (Hrsg.): Umweltkennzahlen : Planungs-, Steuerungs- und Kontrollgrößen für ein umweltorientiertes Management. Vahlen, München 1998, ISBN 3-8006-2008-1.
- mit Richard Kiridus-Göller: Evolution – Ware – Ökonomie. Bioökonomische Grundlagen zur Warenlehre. oekom Verlag, München 2012, ISBN 978-3-86581-317-6.
- In memoriam Nicholas Georgescu-Roegen. In: BIOWARE. Zeitschrift für Biologie und Warenlehre. Band 6, Nr. 10+11, 1995, S. 16–19. (PDF).
- Bioökonomik – Wider Mechanistische Weltbilder. Zu Hundertjährigen Jubiläen von L. Boltzmann und N. Georgescu-Roegen. In: BIOSKOP – Zeitschrift der Austrian Biologist Association. Nr. 4, Wien 2006, S. 16–20. (pdf).
- Natur – Denken – Schöpfung: Drei Exkurse zu Grundfragen für Biokratie. (= Rechte der Natur / Biokratie. Bd. 3). Hrsg.: Haus der Zukunft Hamburg. Metropolis Verlag, Marburg 2016, ISBN 978-3-7316-1183-7.